# Conquista de Guatemala
La conquista de Guatemala fue un conflicto que forma parte de la colonización española de América en el territorio de lo que hoy es la república de Guatemala en Centroamérica. Antes de la conquista, este territorio comprendía varios reinos mesoamericanos, la mayoría de los cuales pertenecía a la civilización maya.
El primer contacto entre los mayas y los exploradores españoles se dio en el siglo xvi, cuando un barco español que navegaba de Panamá a Santo Domingo, naufragó en la costa este de la península de Yucatán en 1511. En 1517 y 1519 siguieron varias expediciones españolas que tocaron tierra en diferentes partes de la costa de Yucatán. La conquista española del territorio de los mayas fue un conflicto prolongado que duró casi dos siglos por la tenacidad de la resistencia de los reinos mayas a su integración en el imperio español.
La tecnología y las tácticas españolas y nativas eran muy diferentes. Los pueblos indígenas de Guatemala no solamente carecían de elementos claves de la tecnología del Viejo Mundo como una rueda funcional, caballos, hierro, acero y pólvora, sino que también eran muy susceptibles a las enfermedades del Viejo Mundo contra las cuales no tenían resistencia alguna. Muchos mayas preferían las incursiones y la emboscada a la guerra a gran escala, y utilizaban lanzas, flechas y espadas de madera con hojas de obsidiana. En respuesta a la caballería española, los mayas del altiplano recurrieron a cavar hoyos con estacas de madera. Los xincas de la llanura costera del sur utilizaban flechas envenenadas. Los españoles vieron la toma de prisioneros como un estorbo para la victoria final; en cambio, los mayas dieron prioridad a la captura de prisioneros vivos y la apropiación de botín.
Pedro de Alvarado llegó a Guatemala a principios de 1524 al mando de una fuerza mixta compuesta de conquistadores españoles y sus aliados nativos, en su mayoría de Tlaxcala y Cholula. Los nombres geográficos a lo largo de Guatemala tienen topónimos en náhuatl debido a la influencia de estos aliados mexicanos que también sirvieron como guías y traductores para los españoles. Los kakchiqueles se les unieron. Mientras tanto, cada uno de los demás reinos mayas del altiplano había sido derrotado por los españoles y sus guerreros aliados, tanto de México como de los reinos mayas previamente subyugados. El pueblo itza' y otros pueblos mayas de las tierras bajas en la cuenca del Petén establecieron contacto con Hernán Cortés por primera vez en 1525, pero el reino itza' era hostil a la invasión de los españoles y mantuvo su independencia hasta 1697, cuando un resuelto ataque de los españoles finalmente derrotó el último reino maya independiente.

## Fuentes históricas

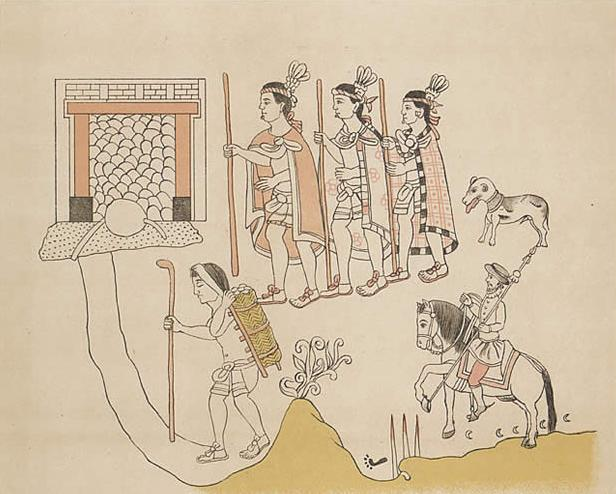
Una página del Lienzo de Tlaxcala, mostrando un conquistador español acompañado de aliados tlaxcaltecas y un portero nativo.

### Guatemala antes de la conquista

Mapa en relieve de Guatemala mostrando las tres principales áreas geográficas: las tierras bajas del sur, las tierras altas y las tierras bajas de Petén en el norte

#### Armas y tácticas de los indígenas

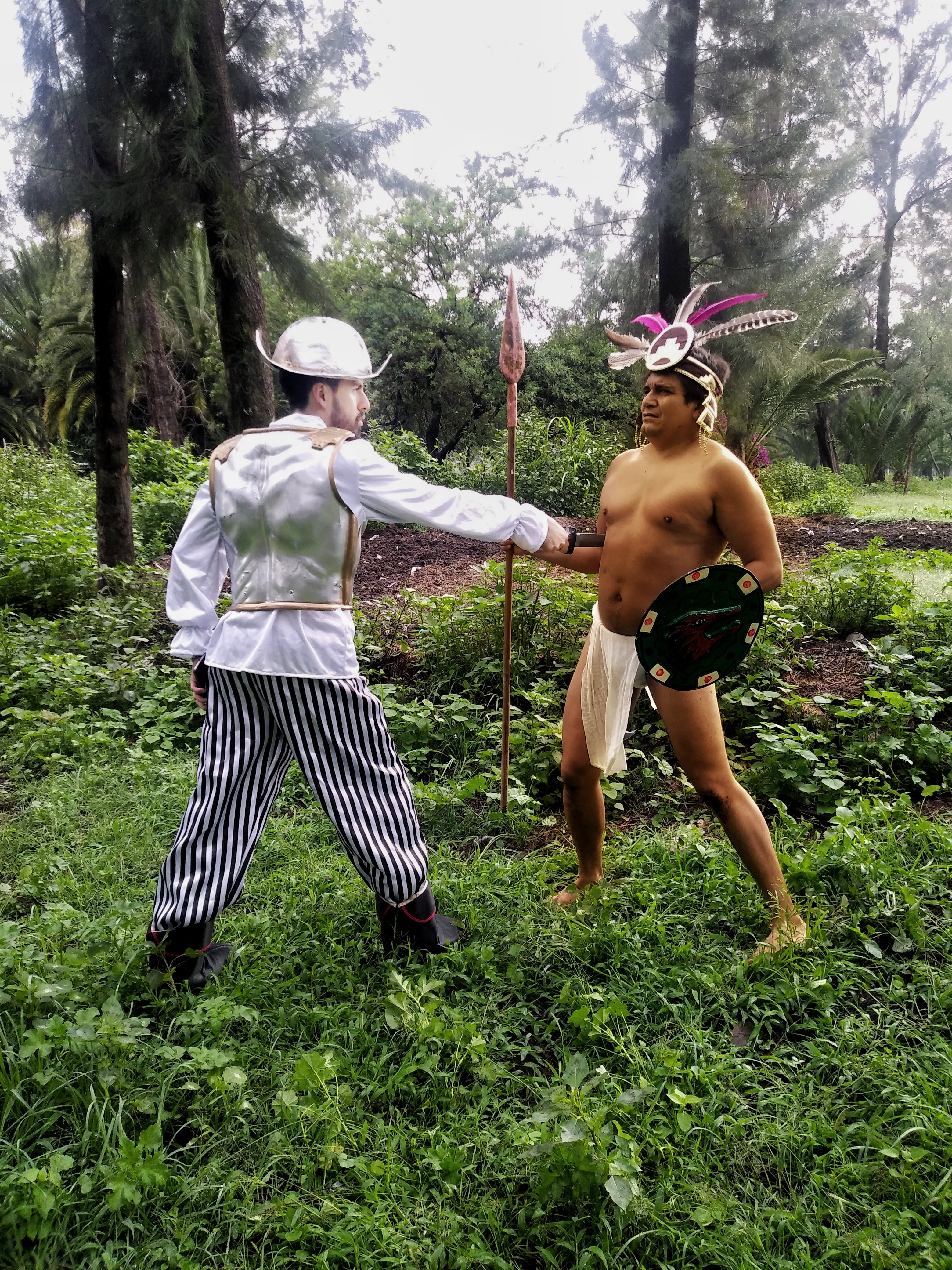
Batalla entre indígena y conquistador

### Los españoles

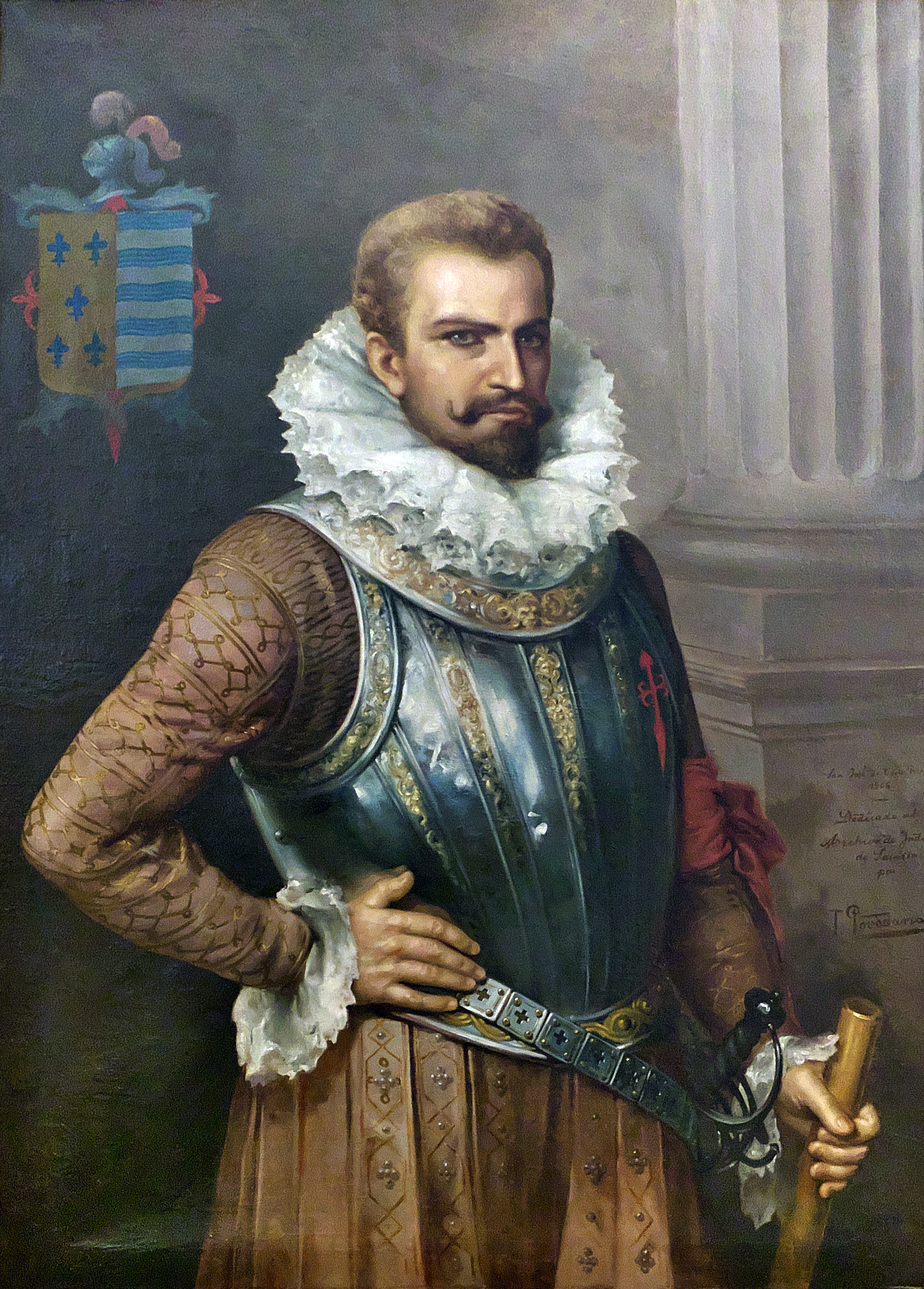
El conquistador Pedro de Alvarado encabezó los primeros intentos de conquistar Guatemala.

### La conquista del altiplano

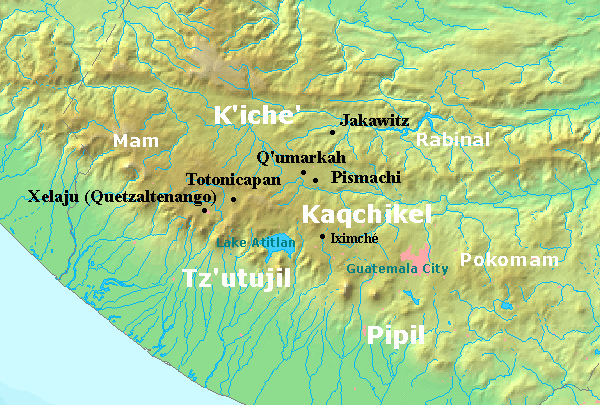
Mapa del altiplano de Guatemala en vísperas de la conquista española.

Mapa de las principales expediciones y batallas de la conquista de Guatemala: Pedro de Alvarado se adentró en 1524 en Guatemala desde el oeste, a lo largo de la llanura del Pacífico, para luego virar hacia el norte, librando una serie de batallas para penetrar las tierras altas; a continuación, describió un amplio círculo al norte del lago Atitlán, librando más batallas en el camino, antes de descender hacia el sur, una vez más en las tierras bajas del Pacífico; se libraron otros das batallas más cuando sus tropas se dirigieron hacia el este en lo que hoy es El Salvador. En 1525 Hernán Cortés entró Guatemala desde el norte, cruzó el lago Petén Itzá y continuó en dirección sureste hasta el lago de Izabal antes de girar hacia el este hasta el golfo de Honduras.